# Liste der Naturdenkmale in Ronneburg (Hessen)
Die Liste der Naturdenkmale in Ronneburg (Hessen) nennt die in der Gemeinde Ronneburg im Main-Kinzig-Kreis gelegenen Naturdenkmale.
| Bild | Bezeichnung | Ortsteil, Lage                          | Beschreibung | Art      | Nr.    |
| ---- | ----------- | --------------------------------------- | ------------ | -------- | ------ |
| BW   | Birnbaum    | Ronneburg 50° 13′ 35,4″ N, 9° 2′ 3,3″ O |              | Birnbaum | 435201 |

## Belege
1. ↑  
Naturdenkmale im Main-Kinzig-Kreis. (PDF; 74 kB) Umweltbericht MKK. Main-Kinzig-Kreis, August 2015, archiviert vom Original (nicht mehr online verfügbar) am 24. Januar 2016; abgerufen am 22. Januar 2016.

- Karte mit allen Koordinaten:
- OSM |
- WikiMap